# Evanoff Park
Evanoff Park är en park i Kanada.   Den ligger i provinsen British Columbia, i den centrala delen av landet, 3 400 km väster om huvudstaden Ottawa. Evanoff Park ligger 1 377 meter över havet.
Terrängen runt Evanoff Park är bergig norrut, men söderut är den kuperad. Trakten runt Evanoff Park är nära nog obefolkad, med mindre än två invånare per kvadratkilometer.. Det finns inga samhällen i närheten.
I omgivningarna runt Evanoff Park växer i huvudsak blandskog.